# 卡瓦拉州
卡瓦拉州（希臘語：Νομός Καβάλας）是希臘北部东马其顿和色雷斯大区的一個旧州，位於希臘馬其頓地区的東部，南臨愛琴海，包括薩索斯島。面積2,111平方公里，2001年人口147,784人。首府卡瓦拉。
下分11市。
在2011年卡利克拉提斯改革方案中，希腊所有州份被取消。卡瓦拉州的范围分成卡瓦拉专区和萨索斯专区。